# Tupolew R-6
Die Tupolew R-6 (russisch Туполев Р-6), auch nach den Initialen ihres Konstrukteurs Andrei Tupolew als ANT-7 (АНТ-7) bezeichnet, war ein zweimotoriges Flugzeug aus den 1930er-Jahren. Sie wurde als Aufklärer, Bomber und schwerer Begleitjäger von den sowjetischen Luftstreitkräften eingesetzt.

## Geschichte
Im Oktober 1926 begannen die Arbeiten an diesem Modell, wobei man sich an der ebenfalls aus dem OKB Tupolew stammenden TB-1 orientierte. Von diesem Typ wurden die M-17-Triebwerke übernommen, jedoch wurde die Maschine im Ganzen kleiner gehalten und etwas leichter konstruiert. Am 11. September 1929 erfolgte der Erstflug des einzigen gebauten Prototyps mit BMW-VI-Triebwerken und im Sommer 1930 lief die Serienfertigung in mehreren Aufgabenvarianten im Moskauer Werk Nr. 22 an.
Die staatliche Erprobung der ersten Serienversion begann am 5. Oktober 1931. Dabei wurden starke Schwingungen am Leitwerk festgestellt, die jedoch durch das Anbringen von starren profilierten Klappen an der Hinterseite des Tragflächenmittelstücks beseitigt werden konnten. Nach 45 Exemplaren wurde 1932 die Fertigung des ersten Serienloses eingestellt und im Werk Nr. 31 in Taganrog mit der Schwimmerversion MR-6 (R-6a) bis 1934 fortgesetzt.
Ab 1936 wurde die R-6 als veraltet angesehen und aus der ersten Linie ausgemustert. Die Flugzeuge dienten nun bis 1938 als Großflugzeug-Schulmaschinen. Andere kamen bei der Aeroflot sowie der „Glawsewmorput“ (Hauptverwaltung Nördlicher Seeweg) als ziviles Transportflugzeug unter der Bezeichnung PS-7-2 M-17 sowie MP-6-2 M-17 zum Einsatz. In einer Kleinstserie entstanden von 1934 bis 1935 im Moskauer Werk der dreisitzige schwere Begleitjäger Kr-6 sowie dessen Zivilausführung PS-7.
Internationales Aufsehen erregte der am 5. Mai 1937 von einer fünfköpfigen Besatzung unter Kommandant Pawel G. Golowin mit einer PS-7 (Kennzeichen SSSR N-166) im Rahmen der Polarexpedition Nordpol-1 durchgeführte erstmalige Flug eines sowjetischen Flugzeuges über den Nordpol. Die letzten R-6 dienten noch bis 1944 bei den sowjetischen Luftstreitkräften als Transporter. Insgesamt wurden von diesem Typ 435 Stück produziert.
Eine verbesserte Version wurde unter der Leitung von Wladimir Mjassischtschew entwickelt, die jedoch in nur in einem Exemplar existierte. Das Tragwerk der R-6 wurde für die nachfolgenden Modelle ANT-8 und ANT-9 übernommen.

## Technische Daten

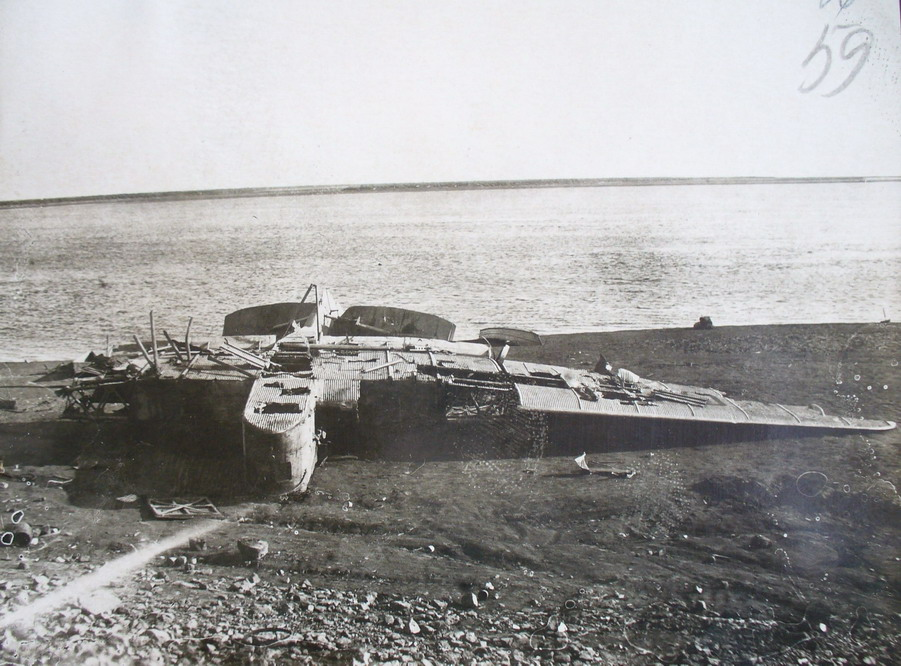
Wrack einer PS-7

| Kenngröße             | ANT-7 (Prototyp)                                                 | R-6                                                              | MR-6                                                             |
| --------------------- | ---------------------------------------------------------------- | ---------------------------------------------------------------- | ---------------------------------------------------------------- |
| Baujahr(e)            | 1929                                                             | 1932                                                             | 1932                                                             |
| Besatzung             | 3–4                                                              | 3–4                                                              | 3–4                                                              |
| Spannweite            | 23,20 m                                                          | 23,20 m                                                          | 23,20 m                                                          |
| Länge                 | 14,75 m                                                          | 15,06 m                                                          | 15,06 m                                                          |
| Flügelfläche          | 80,0 m²                                                          | 80,0 m²                                                          | 80,0 m²                                                          |
| Flügelstreckung       | 6,7                                                              | 6,7                                                              | 6,7                                                              |
| Flächenbelastung      | 64,7 kg/m²                                                       | 80,9 kg/m²                                                       | 93,8 kg/m²                                                       |
| Leermasse             | 3790 kg                                                          | 3855 kg                                                          | 4640 kg                                                          |
| Nutzmasse             | 1383 kg                                                          | 2616 kg                                                          | 2860 kg                                                          |
| Startmasse            | 5173 kg                                                          | 6471 kg                                                          | 7500 kg                                                          |
| Antrieb               | zwei flüssigkeitsgekühlte 12-Zylinder-V-Motoren BMW VI           | zwei flüssigkeitsgekühlte 12-Zylinder-V-Motoren M-17F            | zwei flüssigkeitsgekühlte 12-Zylinder-V-Motoren M-17             |
| Leistung              | je 537 kW (730 PS) Startleistung je 368 kW (500 PS) Nennleistung | je 526 kW (715 PS) Startleistung je 368 kW (500 PS) Nennleistung | je 500 kW (680 PS) Startleistung je 368 kW (500 PS) Nennleistung |
| Leistungsbelastung    | 4,82 kg/kW (3,54 kg/PS)                                          | 6,15 kg/kW (4,53 kg/PS)                                          | 7,50 kg/kW (5,51 kg/PS)                                          |
| Höchstgeschwindigkeit | 222 km/h in Bodennähe                                            | 230 km/h in Bodennähe 216 km/h in 3000 m Höhe                    | 234 km/h in Bodennähe 215 km/h in 3000 m Höhe                    |
| Landegeschwindigkeit  | 100 km/h                                                         |                                                                  | 130 km/h                                                         |
| Steigzeit             | 11,7 min auf 3000 m                                              | 16,7 min auf 3000 m                                              | 26,5 min auf 3000 m                                              |
| Dienstgipfelhöhe      | 5640 m                                                           | 4900 m                                                           | 3850 m                                                           |
| Reichweite            | 1780 km                                                          | 800 km                                                           | 900 km                                                           |
| Bewaffnung            |                                                                  | fünf 7,62-mm-MG DA 500 kg Bomben Typ DER-7                       | fünf 7,62-mm-MG DA 500 kg Bomben Typ DER-7                       |